# Lychnis Mountain
Lychnis Mountain är ett berg i Kanada.   Det ligger i provinsen Alberta, i den centrala delen av landet, 3 000 km väster om huvudstaden Ottawa. Toppen på Lychnis Mountain är 2 574 meter över havet.
Terrängen runt Lychnis Mountain är kuperad söderut, men norrut är den bergig. Trakten runt Lychnis Mountain är nära nog obefolkad, med mindre än två invånare per kvadratkilometer.. Närmaste större samhälle är Lake Louise, 14,9 km väster om Lychnis Mountain. 
Trakten runt Lychnis Mountain består i huvudsak av gräsmarker.